# Антикодон
Антикодон (или триплет) е участък от транспортната РНК, състоящ се от три нуклеотида, който може да се свързва комплементарно с кодона от информационната РНК.